# Seikima-II
Seikima-II(聖飢魔II Seikimatsu?) es una banda japonesa de heavy metal muy popular en dicho país. Pero gracias a la masificación de sus discos vía blog y los videos por Youtube se ha vuelto popular en países como Estados Unidos , Argentina, Chile y España. El cantante principal del grupo, Demon Kogure, ha sido citado como uno de los poseedores de las mejores voces de la escena musical japonesa. Los otros integrantes eran incluidos en los coros en casi todas sus canciones, añadiéndole fuerza vocal al grupo. Con su música, contribuyeron bastante a la evolución del heavy metal japonés.
Visualmente, en el transcurso del tiempo el grupo abandonó gradualmente sus estilos parecidos a la banda estadounidense Kiss poco antes de que se estableciera la formación definitiva. Parecía ser que desde ese momento obtenían su inspiración del teatro Kabuki, y esto se ajustó muy bien a su imagen demoníaca. Sin embargo, su maquillaje, el cual era su sello característico, permaneció igual. Cuando se disolvió la banda todos los integrantes formaron grupos o iniciaron carreras en solitario (Kogure ha tenido una exitosa carrera solista y además es comentarista en encuentros de Sumo ) Raiden y Xenon formaron la banda RX que son las iniciales de los dos miembros de la banda llegando a tocar con el bajista John Wetton del grupo británico de Rock Progresivo Asia,y Ace shimizu formó el grupo face to ace y Luke takamura formó el grupo CANTA.
Entre otros datos su álbum PONK!! fue grabado en los estudios EMI Studios en Londres
.
También cuentan con un juego titulado Seikima-II Akuma no Gyakushu en 1986 para la Famicom
Sus fanes confirmaban su tendencia hacia el humor negro y la sátira -los fanes de Seikima II eran llamados "Shinjas" y los conciertos eran llamados "Misas negras". Adicionalmente inventaron un nuevo sistema de fechas, de acuerdo al grupo el año 1900 era el año 90 B.D. Más ejemplos de su extraña forma de reescribir el tiempo aparecen en su sitio web, junto a otros hechos extraños incluyendo el peso de Demon declarado estar entre 58 kg. y 50 000 toneladas.
Últimamente se volvieron a unir y han realizado una serie de conciertos y editaron un disco con sus canciones en inglés, para el mercado anglo.

## Miembros
La alineación más conocida es:
Vocal: Demon"Kakka"Kogure
Guitarra: LukeTakamura
Bajo: Xenon Ishikawa
Batería: Raiden Yuzawa
Guitarra: Jail O’Hashi

## Exmiembros
Guitarra: Ace Shimuzu [1985 / 1999 - Abandonó]
Guitarra: Damian Hamada [0000 / 0000 - Abandonó]
Guitarra: Giantonio Babayashi [1984 / 1984 - Abandonó]
Guitarra: Gandhara Sangeria Tigris-Euphrates Kaneko [1985 / 1985 - Abandonó]
Bajo: Zod Ishima [1982 / 1986 - Abandonó]
Batería:ZeedIijima [1983 / 1985 - Abandonó]
Batería: Jagy Furukawa [1985 / 1985 - Abandonó]
También participan:
Teclados: Majo Ryoko, Wrector H, Yuichi Matsuzaki, Captain Kiriyama